# Са Цара (Цона Инд.-Арт.Ле-Ком.Ле) (Ористано)
Са Цара је насеље у Италији у округу Ористано, региону Сардинија.
Према процени из 2011. у насељу је живело 11 становника. Насеље се налази на надморској висини од 26 м.